# Armand Gay
Pour les personnes de même nom de famille, voir Gay.
Armand Gay, né le 11 mars 1882 à Baudrières (Saône-et-Loire) et mort le 25 septembre 1952 dans le 16e arrondissement de Paris a été inspecteur général de l'agriculture, commissaire général aux ressources agricoles, directeur du ministre de l'agriculture, président national pour le Crédit agricole et homme politique français.
- Secrétaire général à la Production agricole à partir du 6 juin 1942 à décembre 1943 dans le Gouvernement Pierre Laval (6).